# Grabado a buril

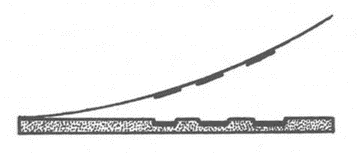
Talla dulce o intaglio.

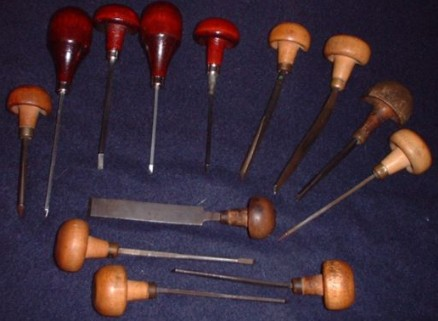
Conjunto de buriles.

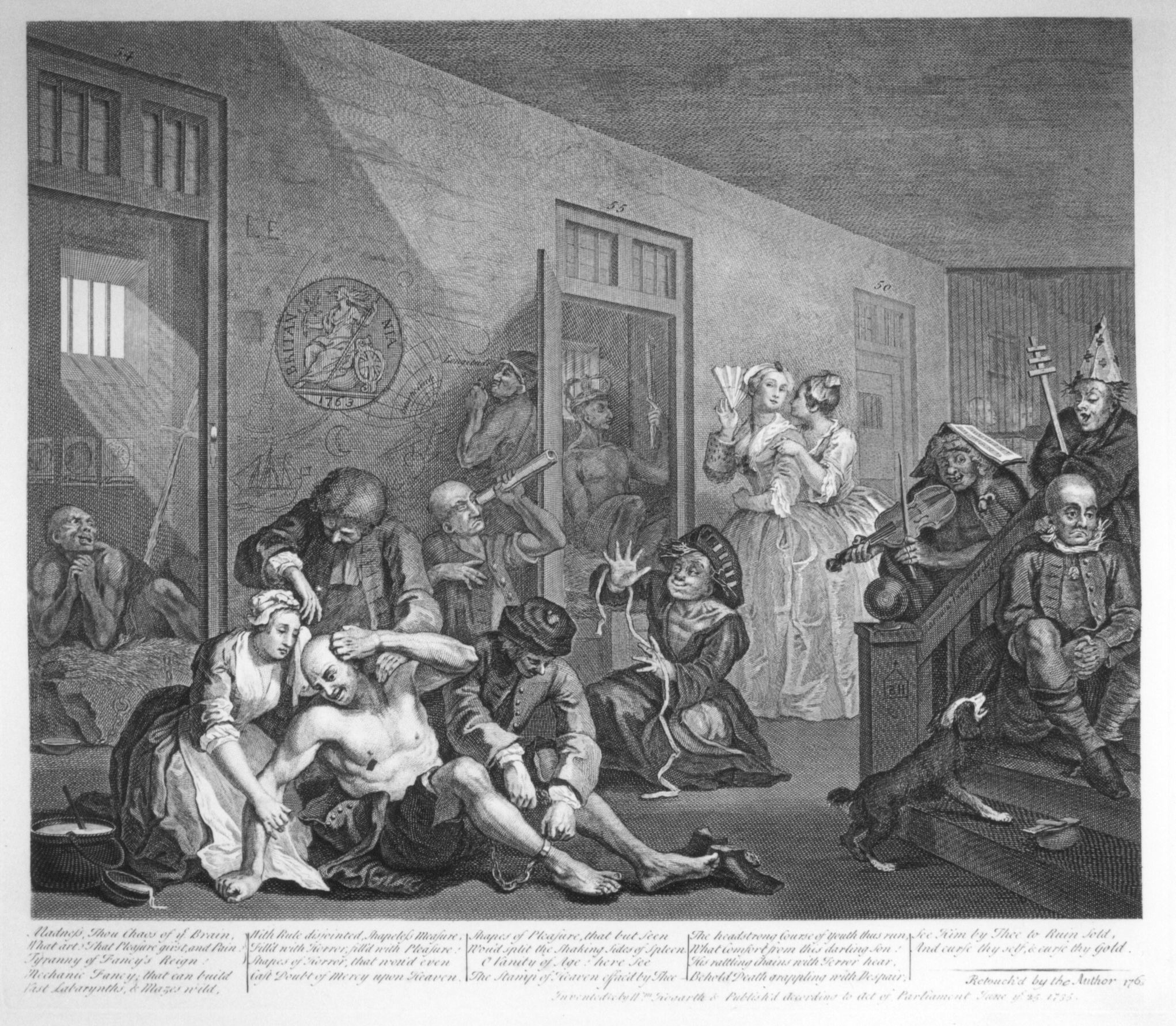
El interior de Bedlam de William Hogarth.

El grabado a buril o talla dulce es un conjunto de técnicas de impresión y estampado en la que la imagen se graba haciendo una incisión (o "se burila") en una superficie y la línea así incisa o área hundida contiene la tinta. Es la técnica opuesta a la impresión en relieve, en la que las partes de la matriz que forman la imagen sobresalen de la superficie principal.
Normalmente, como superficie o matriz se utilizan láminas de cobre o, en los últimos tiempos, de zinc, llamadas placas o planchas, y las incisiones se crean mediante aguafuerte, grabado, punta seca, aguatinta o media tinta, a menudo en combinación. Las colografías también pueden imprimirse como planchas a buril.

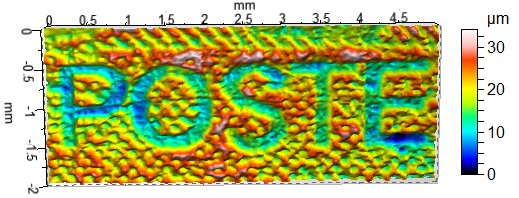
Detalle de la micro-tipografía de una estampilla francesa en donde se observa el espesor que logra la tinta mediante el proceso de intaglio. La palabra Poste aparece en blanco sobre fondo rojo, lo cual indica las áreas en donde no hay tinta.

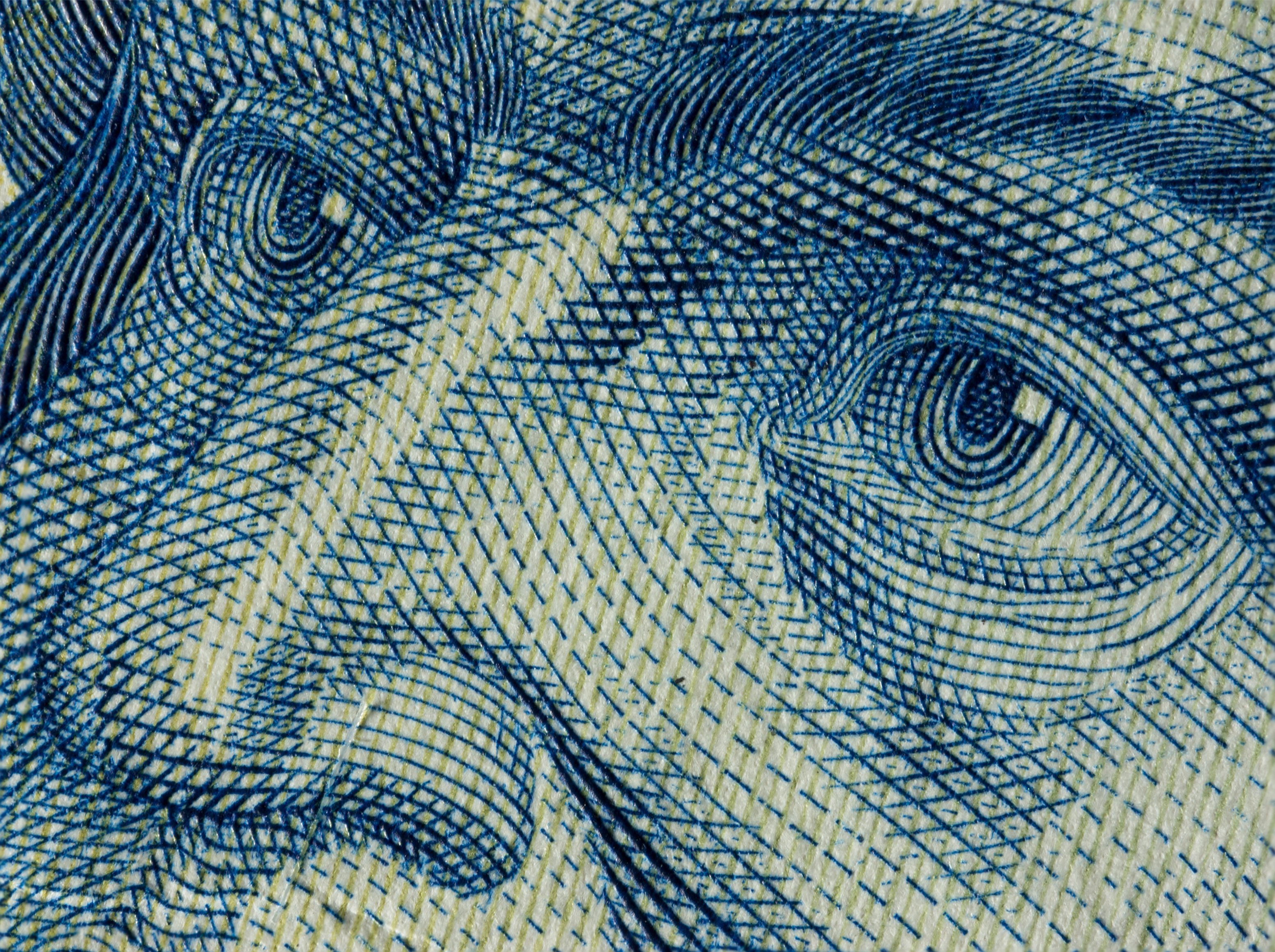
Billete de 1000 forintos húngaros en el cual se aprecia un patrón logrado con la técnica del intaglio.

Tras el declive de la xilografía, que era la principal técnica de relieve, alrededor de 1550, las técnicas de grabado a buril dominaron tanto el grabado artístico como la mayoría de los tipos de ilustración y estampas populares hasta mediados del siglo XIX.

### Proceso
El grabado a buril o talla dulce es una técnica de huecograbado en la que se dibuja sobre una plancha de metal excavando líneas sobre una matriz ayudándose exclusivamente del buril; herramienta compuesta de un mango en cuyo extremo se ha sujetado una pieza alargada, de metal, con forma de cilindro al que se le han excavado dos caras que se cortan en una arista y se han afilado en bisel. Más que una técnica, es una manera de entender el grabado calcográfico, propia de los siglos XVII y XVIII en Europa.
El buril recuerda en su forma a un arado, y el grabador lo utiliza de una manera semejante; haciendo surcos sobre la plancha, de manera que cuanto mayor es la presión que ejerce, consigue realizar una incisión más profunda sobre ella, lo que provocará que se aloje luego una mayor cantidad de tinta. Los surcos producidos por el buril retendrán la tinta que posteriormente pasará al papel al impresionarlo en el tórculo o prensa.
Se diferencia del punta seca en que lo que retiene la tinta es un surco, no una rebaba como en el caso de la punta seca, por lo que la duración de la plancha es mayor. Además las calidades que produce son distintas, las líneas son más nítidas y moduladas.
Se parte de un grabado al aguafuerte matizándolo después con buril para obtener tonos con exquisitas modulaciones incidiendo más o menos profundamente sobre los trazos de aguafuerte. Es una técnica sumamente trabajosa, que exige una perfecta planificación y un largo oficio para obtener resultados profesionales.
Las estampas realizadas según la talla dulce tienen un aspecto característico, que en buena parte proviene de la utilización más o menos ortodoxa de la teoría de los trazos, que permitía traducir cada tono de gris de un dibujo o cada color de un cuadro copiado con asombrosa delicadeza cruzando líneas en ángulos normalizados. Entre los grabados realizados por los talleres profesionales de entonces destacan sobre todo las copias de cuadros de colecciones, como las magníficas copias de Velázquez que se pueden hallar en la Calcografía Nacional de España.
Se puede reconocer un grabado de talla dulce por su típica textura de rombos, un aspecto pulcro y trabajado y por la modulación de los trazos al ver la estampa muy aumentada. 
Hoy en día esta técnica ha caído en desuso, si bien se utiliza al menos su aspecto gráfico para realizar los originales de los billetes de banco, en los que los dibujos se forman a base de miles de líneas cruzadas y con grosores modulados.

## Véase también

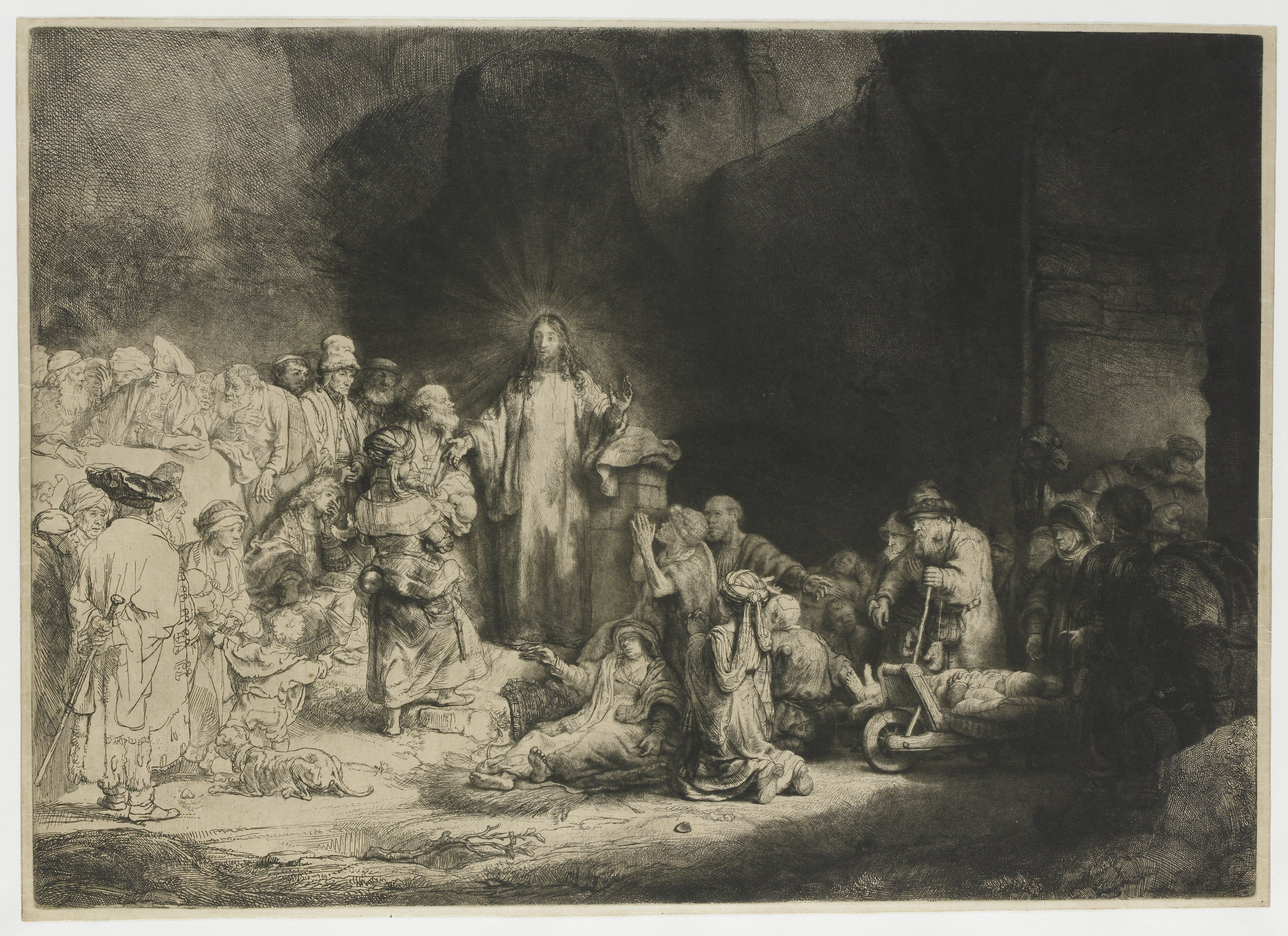
Grabado a punta seca de Rembrandt.